# دومنیک کیسر
دومنیک کیسر (انگلیسی: Dominik Kaiser؛ زادهٔ ۱۶ سپتامبر ۱۹۸۸) بازیکن فوتبال اهل آلمان است.
از باشگاه‌هایی که در آن بازی کرده‌است می‌توان به باشگاه فوتبال بروندبی، باشگاه فوتبال هوفنهایم، و باشگاه فوتبال لایپزیگ اشاره کرد.